# Wang Xinyu
Dit is een Chinese naam; de familienaam is Wang.

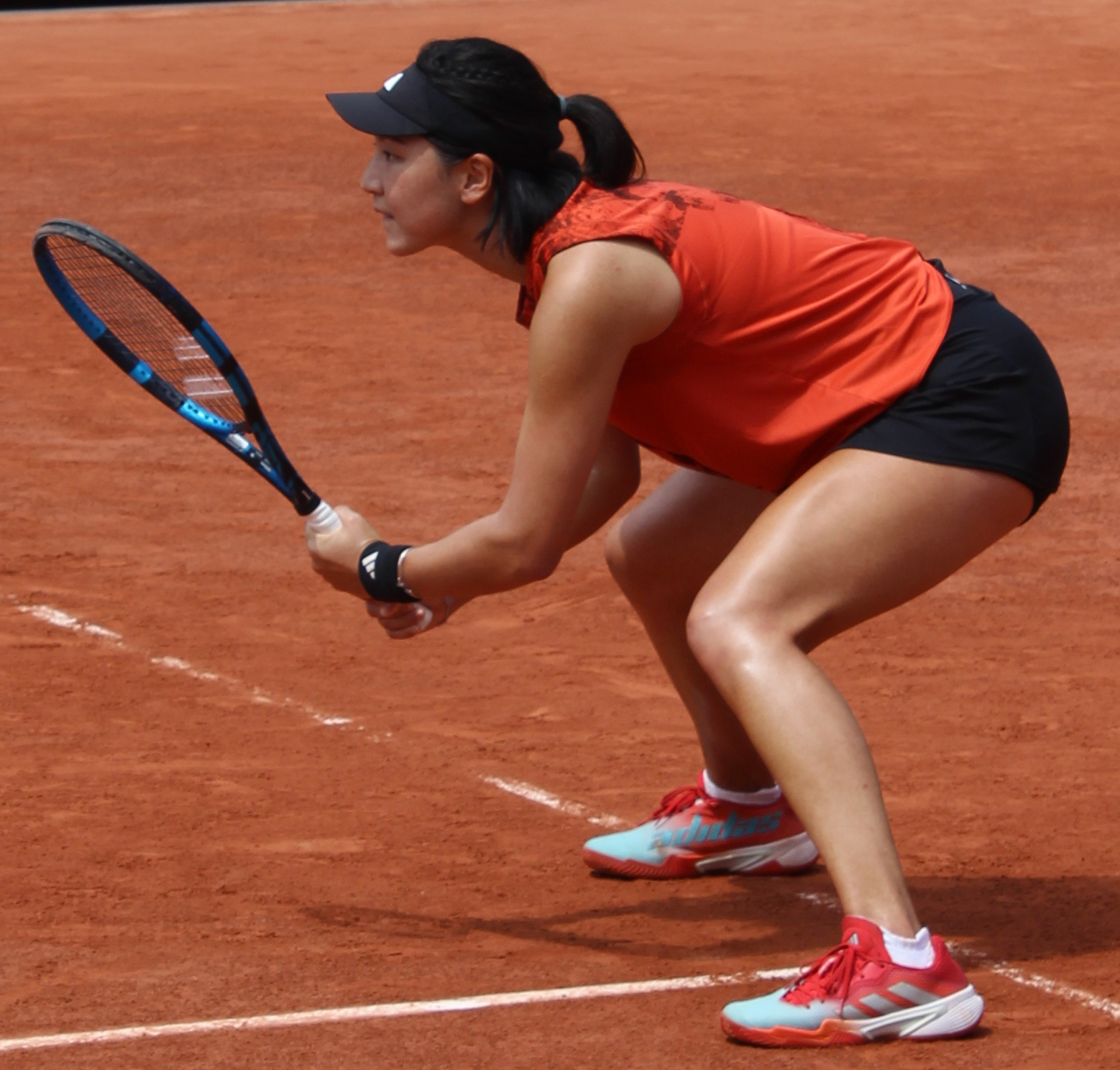
Roland Garros 2023

Wang Xinyu (Shenzhen, 26 september 2001) is een tennisspeelster uit China. Zij speelt rechtshandig en heeft een tweehandige backhand. Zij is actief in het internationale tennis sinds 2016.

## Loopbaan
In juli 2016 speelde Wang haar eerste ITF-toernooi bij de professionals.
In 2017 speelde Wang op het juniorentoernooi van het Australian Open, waar zij de tweede ronde bereikte; later dat jaar op Roland Garros en Wimbledon kwam zij tot de derde ronde.
Wang plaatste zich met een wildcard voor het volwassen Australian Open van 2018, door het winnen van de playoffs, maar meer succes had zij in het juniorentoernooi, waar zij het meisjesdubbelspel met de Taiwanese Liang En-shuo won.
Op de Olympische Jeugdzomerspelen 2018 won zij een bronzen medaille in het meisjesdubbelspel, samen met Wang Xiyu.
In 2019 won Wang haar eerste WTA-titel, op het dubbelspeltoernooi van Nanchang, samen met landgenote Zhu Lin. In oktober 2019 kwam zij binnen in de top 150 van het enkelspel.
Wang stond in 2021 voor het eerst in een WTA-enkelspelfinale, op het toernooi van Columbus – zij verloor van de Spaanse Nuria Párrizas Díaz. In november kwam zij binnen op de top 100 van de wereldranglijst.
In april 2022 haakte zij ook in het dubbelspel aan bij de mondiale top 100.
In juni 2023 won zij haar eerste grandslamtitel, op Roland Garros met de Taiwanese Hsieh Su-wei aan haar zijde. Daarmee steeg zij naar de top 30 van de wereldranglijst in het dubbelspel. In september bereikte zij de halve finale op het dubbelspel van het US Open – door dit resultaat klom zij verder naar de top 20. In het enkelspel bereikte zij op het US Open de vierde ronde, waardoor zij binnenkwam op de top 40 van die discipline.
Op de Olympische zomerspelen van 2024 in Parijs won zij de zilveren medaille in het gemengd dubbelspel, samen met Zhang Zhizhen.

### Tennis in teamverband
In de periode 2021–2024 maakte Wang deel uit van het Chinese Fed Cup-team – zij vergaarde daar een winst/verlies-balans van 4–3.

## Posities op deWTA-ranglijst
Positie per einde seizoen:
| jaar | rang enkelspel | rang dubbelspel |
| ---- | -------------- | --------------- |
| 2017 | 983            | 1094            |
| 2018 | 306            | 228             |
| 2019 | 150            | 243             |
| 2020 | 153            | 252             |
| 2021 | 99             | 143             |
| 2022 | 97             | 195             |
| 2023 | 32             | 22              |
| 2024 | 37             | 54              |

## Resultaten grandslamtoernooien
| Legenda | Legenda                          |
| ------- | -------------------------------- |
| g.t.    | geen toernooi gehouden           |
| l.c.    | lagere categorie                 |
| –       | niet deelgenomen                 |
| G       | uitgeschakeld in de groepsfase   |
| 1R      | uitgeschakeld in de eerste ronde |
| 2R      | uitgeschakeld in de tweede ronde |
| 3R      | uitgeschakeld in de derde ronde  |
| 4R      | uitgeschakeld in de vierde ronde |
| KF      | uitgeschakeld in de kwartfinale  |
| HF      | uitgeschakeld in de halve finale |
| F       | de finale verloren               |
| W       | het toernooi gewonnen            |
| w-v     | winst/verlies-balans             |

### Enkelspel
| toernooi        | 2018 | 2019 |    | 2021 | 2022 | 2023 | 2024 | 2025 |
| --------------- | ---- | ---- | -- | ---- | ---- | ---- | ---- | ---- |
| Australian Open | 1R   | –    | –  | 2R   | 2R   | 1R   | 1R   |      |
| Roland Garros   | –    | –    | –  | 1R   | 3R   | 3R   | 1R   |      |
| Wimbledon       | –    | –    | 1R | –    | 2R   | 4R   |      |      |
| US Open         | –    | 1R   | –  | 1R   | 4R   | 2R   |      |      |

### Vrouwendubbelspel
| toernooi        | 2022 | 2023 | 2024 | 2025 |
| --------------- | ---- | ---- | ---- | ---- |
| Australian Open | –    | 2R   | 1R   | 3R   |
| Roland Garros   | –    | W    | 3R   | 2R   |
| Wimbledon       | –    | –    | 1R   |      |
| US Open         | 1R   | HF   | 1R   |      |

## Palmares
| Legenda                 |
| ----------------------- |
| Grandslamtoernooi       |
| Olympische Spelen       |
| Year-End Championships  |
| Premier Mandatory       |
| Premier Five / WTA 1000 |
| Premier / WTA 500       |
| International / WTA 250 |
| Challenger / WTA 125    |

### WTA-finaleplaatsen enkelspel
| nr.              | finale     | toernooi     | ondergrond    | tegenstandster      | score         |         |
| ---------------- | ---------- | ------------ | ------------- | ------------------- | ------------- | ------- |
| gewonnen finales |            |              |               |                     |               |         |
| geen             |            |              |               |                     |               |         |
| verloren finales |            |              |               |                     |               |         |
| 1.               | 2021-09-26 | WTA Columbus | hardcourt (i) | Nuria Párrizas Díaz | 6-7, 3-6      | details |
| 2.               | 2025-06-22 | WTA Berlijn  | gras          | Markéta Vondroušová | 6-7, 6-4, 2-6 | details |

### WTA-finaleplaatsen vrouwendubbelspel
| nr.              | finale     | toernooi        | ondergrond    | partner       | tegenstandsters                      | score            |         |
| ---------------- | ---------- | --------------- | ------------- | ------------- | ------------------------------------ | ---------------- | ------- |
| gewonnen finales |            |                 |               |               |                                      |                  |         |
| 1.               | 2019-09-15 | WTA Nanchang    | gravel        | Zhu Lin       | Peng Shuai Zhang Shuai               | 6-2, 7-6         | details |
| 2.               | 2021-09-25 | WTA Columbus    | hardcourt (i) | Zheng Saisai  | Dalila Jakupović Nuria Párrizas Díaz | 6-1, 6-1         | details |
| 3.               | 2021-10-30 | WTA Courmayeur  | hardcourt (i) | Zheng Saisai  | Eri Hozumi Zhang Shuai               | 6-4, 3-6, [10-5] | details |
| 4.               | 2023-06-11 | Roland Garros   | gravel        | Hsieh Su-wei  | Leylah Fernandez Taylor Townsend     | 1-6, 7-6, 6-1    | details |
| 5.               | 2024-06-23 | WTA Berlijn     | gras          | Zheng Saisai  | Chan Hao-ching Veronika Koedermetova | 6-2, 7-5         | details |
| verloren finales |            |                 |               |               |                                      |                  |         |
| 1.               | 2021-11-12 | WTA Linz        | hardcourt (i) | Zheng Saisai  | Natela Dzalamidze Kamilla Rachimova  | 4-6, 2-6         | details |
| 2.               | 2022-02-27 | WTA Guadalajara | hardcourt     | Zhu Lin       | Kaitlyn Christian Lidzija Marozava   | 5-7, 3-6         | details |
| 3.               | 2023-02-05 | WTA Hua Hin     | hardcourt     | Zhu Lin       | Chan Hao-ching Wu Fang-hsien         | 1-6, 6-7         | details |
| 4.               | 2023-02-26 | WTA Mérida      | hardcourt     | Wu Fang-hsien | Caty McNally Diane Parry             | 0-6, 5-7         | details |
| 5.               | 2025-02-02 | WTA Singapore   | hardcourt (i) | Zheng Saisai  | Desirae Krawczyk Giuliana Olmos      | 5-7, 0-6         | details |

### Finaleplaatsen gemengd dubbelspel
| nr.              | finale     | toernooi    | ondergrond | partner       | tegenstanders                   | score            |         |
| ---------------- | ---------- | ----------- | ---------- | ------------- | ------------------------------- | ---------------- | ------- |
| gewonnen finales |            |             |            |               |                                 |                  |         |
| geen             |            |             |            |               |                                 |                  |         |
| verloren finales |            |             |            |               |                                 |                  |         |
| 1.               | 2024-08-03 | O.S. Parijs | gravel     | Zhang Zhizhen | Kateřina Siniaková Tomáš Macháč | 2-6, 7-5, [8-10] | details |